# Mejoza I
Mejoza I je prva mejotička dioba. Prethodi joj interfaza. U mejozi I počinje nastanak spolne stanice.
Podfaze mejoze I su:
- profaza I
- metafaza I
- anafaza I i
- telofaza I.

Nakon ovih podfaza slijedi citokineza i mejoza II.
Prva mejotička dioba je redukcijska dioba jer u njoj se reducira se broj kromosoma. Ploidnost se reducira, iz jedne diploidne nastaju dvije haploidne stanice. Drugi važni događaj je rekombiniranje homolognih kromosoma tj. crossing over.